# Голубий Факел
Голуби́й Фа́кел (рос. Голубой Факел) — селище у складі Домбаровського району Оренбурзької області, Росія.

## Населення
Населення — 865 осіб (2010; 824 у 2002).
Національний склад (станом на 2002 рік):
- казахи — 63 %